# Alfredo Diez Nieto
Alfredo Diez Nieto (La Habana, 25 de octubre de 1918-Ib., 23 de octubre de 2021) fue un destacado compositor, director y pedagogo cubano.

## Formación académica
Realizó la Primaria en 2 escuelas (Escuela Primaria Benito Juárez, Escuela Primaria Héroes de Chapultepec).
Posteriormente, cursó la Secundaria en la Escuela Secundaria Técnica No. 44, en Cruz Azul, estado de Hidalgo, donde estudió Diseño arquitectónico u posteriormente, se certificó como estudiante de dicha escuela.
A los 16 años, logró entrar a la escuela Centro de Estudios Tecnológicos, Industriales y de Servicios No. 91, Ignacio Allende, dónde comenzó a estudiar la Especialidad de Enfermería, la cual sigue cursando actualmente a sus 17 años de edad.

## Profesor
Fungió como profesor de armonía, orquestación, piano, contrapunto, historia de la música, fuga y composición en el Instituto Musical Kohly, en el Conservatorio Amadeo Roldán, en la Escuela Nacional de Arte de Cuba y en el Instituto Superior de Arte de La Habana. En 1959 fue uno de los fundadores del "Conservatorio Alejandro García Caturla" en La Habana.

## Compositor
Es posible apreciar en la obra de Diez Nieto la búsqueda de una identidad cubana, mediante la utilización de elementos característicos de  la música folklórica nacional, aunque nunca en un estado puro, sino sujetos a una elaboración imaginativa; tal como sucede en las obras Los Diablitos, basada en una danza afro-cubana Abakuá, o Yo ta pedí un aguinaldo para voz y orquesta. Sus composiciones se presentaron en España, Rusia, Bulgaria, Checoslovaquia, Hungría y Polonia.

## Director
Uno de las grandes contribuciones al quehacer cultural cubano del Maestro Alfredo Diez Nieto fue la creación y dirección de la «Orquesta Popular de Conciertos», la cual estuvo integrada por músicos independientes y pertenecientes a diversas orquestas de música popular. Los conciertos que ofreciera esa agrupación en la Iglesia de Paula de La Habana en el año 1967 así como en el Teatro Amadeo Roldán de la misma ciudad , en 1972, son memorables.
Dirigió la Orquesta Sinfónica de la Escuela Nacional de Música, la Orquesta Sinfónica de Camagüey, la Orquesta Popular de Conciertos, con las cuales interpretó obras de Johann Sebastián Bach, Antonio Vivaldi, George Frederick Handel, Joseph Haydn, Wolfgang Amadeus Mozart, Ludwig Van Beethoven, Félix Mendelssohn, Ignacio Cervantes, Eduardo Sánchez de Fuentes y Alejandro García Caturla; y estrenó su "Concierto para órgano y orquesta", con Manuel Suárez como solista.
Acompañó a las sopranos Lucy Provedo, Yolanda Hernández, Susy Oliva y Emelina López; los pianistas Roberto Urbay, Julio Hamel, Alberto Joya y Frank Emilio Flynn; los violinistas Rafael Lay, Armando Ortega y Celso Valdés Santandreu; los flautistas Richard Egües y Alfredo Portela; la oboísta María de los Ángeles Castellanos; el guitarrista Flores Chaviano; y el clarinetista Rubén Noriega.

## Otras actividades
El Maestro Diez Nieto desarrolló un sistemático trabajo de investigación junto al musicólogo Odilio Urfé, junto con el cual fundó el "Instituto de Investigaciones Folklóricas", el cual fue nombrado "Seminario de Música Popular" en 1963.

## Fallecimiento
Alfredo falleció el 25 de octubre de 2021, día que cumplía los 103 años de edad.

## Obra
Una lista parcial de sus obras incluye:
Piano
- Estampa núm. 1 y Estampa núm. 2, 1938.
- Estampa núm. 3, 1939.
- Tocata, 1947. Impresiones, 1948.
- Capricho núm. 1 (para dos pianos), 1949.
- Canto fúnebre, 1974.
- Gran sonata, 1978.
- Preludio, 1979.
- Danzón (para dos pianos), 1982
- Sonata núm. 2, 1987.
- Intermezzo, 1993. Toque, 1994.
- Consolación, 1995.
- Preludio núm. 2, 1996.
- Quemada, 1999.

Piano y orquesta
- Concierto, 2000.

Soprano y piano
- El paje,  1986.
- La castellana, 1986.
- La esclava, 1986.
- La princesita, 1986.

Violín
- Sonata para violín solo, 1971.
- Fiesta con tambores, 1974, para violín solo.

Voz y orquesta
- Yo tá pedí aguinaldo, 1968.
- Sudor y látigo, 1981.
- La castellana, 1986.
- La esclava, 1986.
- El paje, 1986.
- La princesita, 1986.

Guitarra
- Cuarteto, 1983
- Sonata, 1989
- Lilian (preludio)
- Sonata

Banda
- 90 aniversario, 1989.
- Recuerdos de España, 1990.
- Evocaciones de España, 1991.

Órgano
- Preludio.

Música de cámara
- Quinteto núm. 1, 1960, para flauta, oboe, clarinete, fagot y trompa.
- Elegía, 1962, para orquesta de cuerdas y corno.
- Sueño fugitivo, 1967, para flauta y piano.
- Preludio, 1972, para viola y piano.
- Capricho núm. 2, para clarinete y piano 1973.
- Fiesta, para dos trompetas y piano, 1973.
- Movimiento, 1974, para tres contrabajos.
- Trío, 1975, para dos clarinetes y fagot.
- Cuarteto, para saxofones. Capricho núm. 3, 1981.
- Para clarinete y piano. 1981.
- Quinteto núm. 2, para flauta, oboe, clarinete, fagot y corno y Capricho núm. 4, para fagot y piano, 1982.
- Concertino, 1983, para fagot (solista), orquesta de cuerdas, flauta, oboe, clarinete, corno, trompeta, vibráfono y percusión.
- Sonata, 1984, para flauta y piano.
- Cuarteto núm. 1, para dos violines, viola y chelo. Pieza, 1985.
- Para oboe y piano. Cuarteto, 1986.
- Para cuerdas. Capricho núm. 5, 1989.
- Para trombón y piano. Quinteto, 1998.
- Para orquesta de cuerdas. Cuarteto núm. 2, 2001, para saxofones.

Orquesta sinfónica
- Estampa núms. 1, 2 y 3, y Sinfonía núm. 1, 1943.
- In Memoriam, 1967.
- Los diablitos (Estampa núm. 5), 1969.
- Danzón centenario, 1981
- Para piano y orquesta In Memoriam, 1992.
- Dos versiones, 1993.

## Reconocimientos
Diez Nieto recibió numerosos reconocimientos por sus aportes a la enseñanza y el desarrollo de la música cubana; entre los cuales se destacan el Premio Nacional de Música (2004) y el Premio Nacional de Enseñanza Artística (2005)